# 秋の牢獄
『秋の牢獄』（あきのろうごく）は、恒川光太郎の短篇小説集。

## 収録作品
「秋の牢獄」（初出：『野性時代』2006年2月号）
大学二年生の女性である私は、突如として、11月7日を延々と繰り返す謎の現象に陥ってしまった。どの場所で何をしていても、夜が更けると11月7日の朝の状態に戻ってしまうのだ。途惑っていた私だが、やがて、隆一という青年を始め、同じ現象に悩まされているリプレイヤーと呼ばれる仲間たちと出会い、年齢も職業も様々な彼らとの交流を楽しむ。しかし、北風伯爵という異形の存在が、仲間たちを一人、また一人と消し去ってゆく。
「神家没落」（初出：『野性時代』2007年2月号）
春の夜に公園に向かって歩いていたぼくは、普段は見かけない藁葺の民家に足を踏み入れる。そこにいた翁の面を被った老人は、この家は自分の村で代々受け継がれてきた神域だが、継承者が絶えて自分は取り残されてしまったと語り、家守の役目を強引にぼくに譲って消失してしまう。家の周りには結界のようなものが張り巡らされていて、外に出ることはできない。閉じ込められたぼくが途方に暮れていたところ、視界が闇につつまれ、やがて闇が晴れて光が戻ると、外の風景が一変していた。この家は規則的に日本全国を移動する性質を持っているのだ。
老人の知人という男から、他の者にこの家を譲れば外に出ることが出来ると教えられたぼくは、カフェの看板を出してこの家が見える客が来るのを待ち構える。自身の代わりに閉じ込められることになる相手への遠慮や、芽生え始めた家に対する愛着のために躊躇しつつも、数人目の客である韮崎という男に家を譲り脱出することに成功するが、それから日本各地で謎の事件が相次ぐ。
「幻は夜に成長する」（初出：『野性時代』2007年8月号）
不思議な力を持つ私は、ある教団によって山寺のような所に監禁された上に、暴行・薬物投与・洗脳を受けて無理やり教祖のような役割を負わされ、悩みを抱える人々の相手をさせられていた。わたしは、密かに自分の中に怪物を抱え、それに対して人々の地獄を餌として与えることによって大きく育てつつあった。
かつてリオという名前だった幼いころの私は、森の中で祖母と暮らしていた。祖母は、霊狐のお力という幻術を使うことが出来たが、悪童たちに家を焼かれた際に姿を消した。それから私は、本当の両親と再会して、あの老婆は祖母などではなく自分は海に行った時にさらわれたのだと教えられる。平凡な生活を送っていた私だが、ある日、幻術を会得し、それは次第に上達してゆく。高校生になり、昔、自分をいじめた少女と再会した私は、彼女を幻術で脅して老婆の家が焼かれた事件について問い詰めたが、火をつけたと疑われる悪童たちはいずれも惨殺されたという。犯人は、かつて老婆に腰痛を和らげてもらう代わりに碁の相手をしていたおじさんだった。

## 書誌情報
- 単行本 - 2007年10月31日刊行　角川書店　ISBN 978-4048738057
- 大活字文庫【上】 - 2008年2月1日刊行　ISBN 978-4860554194
- 大活字文庫【下】 - 2008年2月1日刊行　ISBN 978-4860554200
- 文庫本 - 2010年9月25日刊行　角川ホラー文庫　ISBN 978-4043892037